# Niklas Kaul
Niklas Kaul, född 11 februari 1998, är en tysk friidrottare som  tävlar i mångkamp.

## Karriär
Vid världsmästerskapen i friidrott 2019 tog han guld i tiokamp. Vid europamästerskapen i friidrott 2022 tog han guld i tiokamp.